# Baška Voda
Baška Voda ([ˈbaːʃka ˈʋɔda]) est un village et une municipalité située sur la Makarska riviera, en Dalmatie, dans le comitat de Split-Dalmatie, en Croatie. Au recensement de 2001, la municipalité comptait 2 590 habitants, dont 95,42 % de Croates et le village seul comptait 1 766 habitants.

## Localités
La municipalité de Baška Voda compte 4 localités :
| - Bast - Baška Voda | - Krvavica - Promajna |